# Noul Regat al Granadei
Noul Regat al Granadei (spaniolă Nuevo Reino de Granada) a fost numele unui grup de provincii coloniale spaniole din nordul Americii de Sud în secolul al XVI-lea, o regiune corespunzătoare în mare parte Columbiei din prezent și a unor părți din Venezuela. Inițial conquistadorii au organizat regiunea ca un căpitanat general în cadrul Viceregatului Peru. Coroana a fondat audiencia în 1549. Într-un final regatul devine parte a Viceregatului Noua Granadă temporar în 1717 și definitiv în 1739. După câteva încercări de a crea state independente în anii 1810, regatul și viceregatul au încetat să mai existe în 1819, prin formarea Columbiei Mari.

## Orașe principale
Cele mai mari orașe din Noul Regat al Granadei la recensămânrul din 1791 au fost:
1. Cartagena de Indias – 154.304
2. Santa Fé de Bogotá – 108.533
3. Popayan – 56.783
4. Santa Marta – 49.830
5. Tunja – 43.850
6. Mompóx – 24.332